# Чермсајд
Чермсајд (енгл. Chermside) је предграђе Бризбејна на Квинсленду у Аустралији. Према подацима из 2006. године, у њему је живело 6.348 становника.